# Río Savegre
Río Savegre är ett vattendrag i Costa Rica. Det ligger i den centrala delen av landet, 70 km söder om huvudstaden San José.